# Lògica dialèctica
La lògica dialèctica és el sistema de lleis del pensament desenvolupat dins de les tradicions hegelianes i marxistes, que busca suplementar o substituir les lleis de la lògica formal. Contrastant amb el formalisme abstracte de la lògica tradicional, la lògica dialèctica en el sentit marxista es va desenvolupar com a lògica del moviment i del canvi i es va utilitzar per examinar formes concretes. Els seus defensors afirmen que és un enfocament materialista de la lògica, basat en el món material i objectiu.
Contrastant amb el formalisme abstracte de la lògica tradicional, la lògica dialèctica en el sentit marxista es va desenvolupar com a lògica del moviment i del canvi i es va utilitzar per examinar formes concretes. Els seus defensors afirmen que és un enfocament materialista de la lògica, basat en el món material i objectiu.
Stalin va argumentar en el seu "Marxisme i problemes de la lingüística" que no hi havia contingut de classe per a la lògica formal i que era una ciència neutral acceptable. Això va provocar la insistència que no hi havia dues lògiques, sinó només una lògica formal. L'analogia utilitzada fou la relació de matemàtiques elementals i superiors. La lògica dialèctica tenia, doncs, una àrea d'estudi diferent de la de la lògica formal.
El principal consens entre els dialèctics és que la dialèctica no viola la llei de contradicció de la lògica formal, tot i que s'han intentat crear una lògica paraconsistent.
Alguns filòsofs soviètics van argumentar que la dialèctica materialista es podia veure en la lògica matemàtica de Bertrand Russell, tanmateix, això fou criticat per Deborin i els deborinistes com a panlogicisme.
Evald Ilyenkov va afirmar que la lògica no era una ciència formal, sinó un reflex de la praxi científica i que les regles de la lògica no són independents del contingut. Va seguir a Hegel en insistir que la lògica formal s'havia sublimat, argumentant que la lògica havia de ser una unitat de forma i contingut i d'explicar veritats sobre el món objectiu. Ilyenkov va utilitzar Das Kapital per il·lustrar el flux constant d'A i B i la vanitat de mantenir estrictament cap a A o -A, a causa de la contradicció lògica inherent de l'autodesenvolupament.
Durant la divisió sino-soviètica, es va utilitzar la lògica dialèctica a la Xina com a símbol del marxisme-leninisme contra la rehabilitació soviètica de la lògica formal.